# Cepheus feideri
Cepheus feideri är en kvalsterart som beskrevs av Suciu och Panu 1972. Cepheus feideri ingår i släktet Cepheus och familjen Cepheidae. Inga underarter finns listade i Catalogue of Life.